# Клоните докосват небето
„Клоните докосват небето“ (на сърбохърватски: Kroz granje nebo) е югославска военна драма от 1958 година на режисьора Столе Янкович с участието на Бранко Плеша, Предраг Лакович и Люба Ковачевич.

## Сюжет
Втората световна война. По време на битката за Сутиеска, командването на югославското партизанското движение решава отряда да навлезе навътре в горите, за да бъдат предпазени от изтребление няколкото останали здрави войници и множеството ранени. Командирът на отряда изпраща една група на разузнаване. С течение на времето германските сили са все по-близо до откриването на местоположението на партизаните. Отчаяни от изтощение и глад, партизаните решават да се предадат когато са намерени от врага, но точно тогава се завръща разузнавателната група и осуетява пленяването им.

## В ролите
- Бранко Плеша като ранения партизанин на носилката
- Предраг Лакович като ранения партизанин на другата носилка
- Люба Ковачевич като командира на партизанския отряд
- Йожо Лауренчич като ранения партизанин, лежащ по корем
- Никола Попович като Митар, болния от тиф партизанин
- Салко Репак като слепия старец
- Мирослав Петрович като Фауст
- Столе Аранджелович като болния от тиф партизанин
- Нада Скриняр като ранената майка на носилката
- Вера Чукич като санитарката
- Драган Сакович като Симо

## Награди
- Награда Златна арена за най-добра операторска работа на Михайло Попович от Югославския национален кинофестивал в Пула през 1958 година.[2]